# Ein Licht in meinem Herzen
Ein Licht in meinem Herzen (Originaltitel: Unhook the Stars) ist ein US-amerikanisch-französisches Filmdrama von Nick Cassavetes aus dem Jahr 1996.

## Handlung
Mildred Hawks ist eine Witwe, die mit ihrer Tochter Annie in dem Haus lebt, das ihr Mann ihr, zusammen mit Ersparnissen, von denen sie leben kann, hinterlassen hat. Ihr Verhältnis zu ihrer Tochter ist angespannt, und kurz darauf verlässt Annie das Elternhaus. Ihr älterer Sohn Ethan ist bereits weggezogen.
Mildred fühlt sich einsam und unausgefüllt. Außer dem Austragen von Zeitungen, gibt es für sie keine sinnvolle Beschäftigung. Zu diesem Zeitpunkt wirft ihre Nachbarin Monica Warren ihren Mann und Vater ihres Sohnes, Frankie Warren, aus dem Haus, nachdem er sie im Streit geschlagen hatte. Weil Monica niemanden hat, der sich um ihren Sohn Jake kümmert, während sie zur Arbeit in die Molkerei fährt, klingelt sie bei der ihr bislang unbekannten Nachbarin Mildred und bittet sie, für den Übergang auf Jake aufzupassen. Mildred freundet sich mit dem Jungen an und macht Monica das Angebot, sich dauerhaft um Jake zu kümmern, was diese zurückweist, weil sie annimmt, dass Mildred Geld für die Betreuung verlangen würde. Als dieses Missverständnis ausgeräumt ist, bringt Mildred Jake täglich zur Schule, holt ihn dort wieder ab, bereitet ihm Mahlzeiten und tut etwas für seine Bildung, indem sie ihm die Artikel aus einem Lexikon vorliest. Sowohl Mildred, als auch Jake fühlen sich dabei wohl, weil sie sich mögen, Mildred wieder eine Aufgabe hat und sich jemand ordentlich um Jake kümmert, was bei Monica, die nicht gerade das Idealbild einer Mutter verkörpert, nicht immer der Fall war, weil sie ständig raucht, häufig betrunken ist und auch ansonsten sehr chaotisch und ichbezogen lebt.
Während dieser Zeit erhält Mildred Besuch von ihrem Sohn Ethan und dessen Frau Jeannie. Die beiden erwarten ihr erstes Kind und wollen Mildred zu sich nach San Francisco holen, nicht ohne den Hintergedanken, dass sich Mildred dann um ihren Nachwuchs kümmern kann. Mildred bittet ihren Sohn zunächst um Bedenkzeit.
Eines Tages will sich Monica bei Mildred für ihre Hilfe bedanken und lädt sie zu einem Kneipenbesuch ein. Dabei lernt Mildred den Lastwagenfahrer Big Tommy Bellaveau kennen, der sie nach Hause fährt, nachdem Monica im Laufe des Abends mit einem anderen Mann einfach verschwunden ist, ohne sich zu verabschieden, was Mildred etwas enttäuscht hat. Big Tommy schwärmt Mildred von Miami vor, wohin er regelmäßig mit seinem LKW fährt. Bei der Verabschiedung deutet sich eine Romanze zwischen den beiden an, die zunächst aber keine weitere Vertiefung findet.
Als Mildred ihren wohlhabenden Sohn und ihre Schwiegertochter in San Francisco besucht, zeigt der ihr die großzügigen Räumlichkeiten in seinem Haus, die sie bewohnen könnte und bietet auch an, ihr alternativ eine Wohnung zu kaufen. Auf den ersten Blick wirkt das alles sehr harmonisch, aber als seine Frau einen kleinen Einwand macht, zeigt sich das wahre Gesicht von Mildreds Sohn, als er seine Frau daraufhin mit Worten erniedrigt, als ob sie seine Leibeigene wäre. Als Mildred daraufhin ablehnt, zu ihnen zu ziehen und ihr zukünftiges Baby zu betreuen, wirft er ihr vor, sich lieber um das „Balg“ ihrer Nachbarin zu kümmern. Nachdem Mildred wieder zu Hause ist, unternimmt Monicas Mann mehrere Versuche, sich wieder mit seiner Frau zu versöhnen, was diese zunächst ablehnt und es dabei genießt, ihn vor ihr betteln zu sehen. Nachdem Mildred ihr geraten hatte, das Spiel nicht zu weit zu treiben, weil die Liebe irgendwann vergeht, wenn sie nicht erwidert wird, stimmt sie der Rückkehr ihres Mannes zu.
Nun wird Mildred nicht mehr gebraucht, um sich um den kleinen Jake zu kümmern und sie fühlt sich wieder einsam und fehl am Platz. Deshalb verkauft Mildred ihr Haus und beschließt wegzuziehen. Während sie ihre Sachen packt, erhält sie einen Anruf vom LKW-Fahrer Big Tommy und verabredet sich mit ihm zum Essen. Als sie nach Hause kommt, ist dort ihre Tochter Annie wieder aufgetaucht und eröffnet ihr, dass sie wieder bei ihr einziehen und ihr Studium fortsetzen will. Mildred erklärt ihr jedoch, dass das nicht mehr möglich sei, weil sie das Haus verkauft hat und von hier wegziehen wird. Am Tag der Abreise wird Mildred von Annie und deren Freund zum Flughafen gefahren. Das Ziel ihrer Reise verrät ihrer Tochter nicht, und es bleibt auch dem Publikum verborgen.

## Hintergrund
Der Film wurde in Salt Lake City und in San Francisco gedreht. Er wurde nur in einzelnen Kinos der USA vorgeführt, wo er knapp 235.000 US-Dollar einspielte.

## Kritiken
James Berardinelli schrieb auf ReelViews, der Film sei eine „angenehm“ nicht sentimentale Charakterstudie. Er sei „engagiert“ und vermische auf eine „befriedigende“ Weise die Elemente einer Filmkomödie und eines Filmdramas. Berardinelli lobte die „Offenheit“ und die „Ehrlichkeit“ des Drehbuchs. Ferner lobte er die Darstellungen von Gena Rowlands, Marisa Tomei und Moira Kelly.

„Der zu romanhafte und oft etwas schulmeisterliche Versuch einer Beschreibung von Vereinsamung und Generationsgegensätzen. Die Geschichte erwacht nur durch die vorzügliche Rolle der ungehemmten, selbst noch ihre eigene Identität suchenden jungen Nachbarin zu unverstelltem Leben.“

## Auszeichnungen
Gena Rowlands und Marisa Tomei waren im Jahr 1997 für den Screen Actors Guild Award nominiert. Jake Lloyd wurde 1997 für den Young Artist Award nominiert. Nick Cassavetes gewann 1997 einen Preis des portugiesischen Festival Internacional de Cinema do Porto.